# La Lega
„La Lega” to włoska pieśń ludowa z Emilia-Romania, śpiewana przez plantatorów ryżu z doliny Padu. Jest to symbol buntu robotników rolnych przeciwko ich szefom pod koniec XIX wieku, kiedy zaczęły powstawać związki zawodowe. 
Pieśń można usłyszeć w filmie Bernardo Bertolucciego „Wiek XX” (oryg. Novecento), kiedy rolnicy pod przywództwem Anny zaczynają demonstrować przeciwko wydaleniu robotników rolnych, gdy zamożni właściciele ziemscy nie respektują umów czynszowych z nimi.